# خون‌بها (فیلم ۲۰۱۲)
خون‌بها (به انگلیسی: Blood Money) فیلمی هندی محصول سال ۲۰۱۲ و به کارگردانی ویشال ماهادکار است. در این فیلم بازیگرانی همچون کونال خمو، آمریتا پوری، مانیش چودری، کاران ویر مهرا و پوجا گوپتا ایفای نقش کرده‌اند.